# Bolide (Meteor)
Als Bolid(e), Feuerkugel oder Feuerball wird ein besonders heller Meteor bezeichnet. Für die Leuchterscheinungen sind Meteoroiden, die in die Erdatmosphäre eindringen, verantwortlich.
Im Gegensatz zu den weniger hellen Sternschnuppen, die nur die Größe von Staubkörnern (ab etwa 0,1 mm Größe) haben, handelt es sich um massivere Körper (über 1 cm), die bisweilen auch als Meteorite auf die Erdoberfläche fallen können.

## Begriffsabgrenzung
Der Begriff wird meist für Meteore verwendet, deren scheinbare Helligkeit größer ist als die des hellsten Planeten, der Venus, also größer als −4 mag. Leuchtschwächere Ereignisse werden als Sternschnuppen bezeichnet. Gelegentlich wird für ein besonders helles Ereignis, das heller als etwa −17 mag ist, also ungefähr 100-mal heller als der Vollmond, die Bezeichnung Superbolide verwendet. Beide Abgrenzungen sind jedoch nicht scharf.

## Ereignis
Während die leuchtende Spur (Ionisation der Luft) der meisten Meteore bereits oberhalb von 60 Kilometer Höhe endet, können größere Meteoroide bei langsamerem Eintritt (unter etwa 25 km/s) und festerem Material geringere Endhöhen erreichen (etwa 20 km). Dann erhöht sich die Wahrscheinlichkeit, dass Material als Meteorit auf die Erdoberfläche fällt. Ein Meteoritenfall ist aber auch bei sehr hellen Feuerkugeln nicht die Regel.

### Helligkeitsentwicklung
Die Helligkeit eines Meteors ist von seiner Masse, aber noch stärker von seiner Eintrittsgeschwindigkeit in die Erdatmosphäre bestimmt. Die Ionisation der Atmosphäre sowie die Ablation des eindringenden Materials pro Zeitspanne bestimmen die Helligkeit des Meteors. Wird plötzlich sehr viel Material pro Sekunde vom Meteoroid abgetragen, wird der Meteor zwar bedeutend heller, aber der Eindringling verliert nun auch viel schneller Masse. Aus diesem Grund kommt es oft vor, dass Meteoroiden aus weichem, eher lockerem Material (z. B. kometare Objekte) in sehr kurzer Zeit (etwa 2 s) in einer spektakulären Feuerkugel aufgehen und andere, festere Materialien (z. B. steinige Objekte) in einer viel längeren Flugphase (etwa 6 s) in Form einer weniger spektakulären Feuerkugel verbraucht werden, obwohl beide Meteoroide ansonsten gleiche Anfangsbedingungen (Eintrittsgeschwindigkeit und Masse) hatten. Je weniger Ablation das eindringende Geschoss zeigt, desto höher ist die Chance für eine Restmasse, die den Boden erreichen kann.

### Fragmentierung

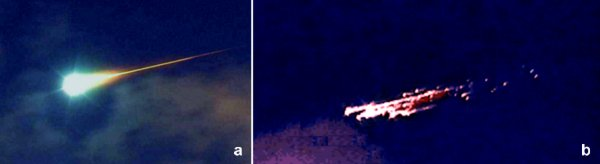
Abb. a) zeigt ein Meteor-Ereignis, das als Feuerkugel oder Bolid bezeichnet wird. Man erkennt die beiden Phasen des Plasmas – das Stoßfrontplasma ist türkis und der Plasmaschweif orange. Abb. b) zeigt den schon zerfallenen Meteoroiden in der letzten sichtbaren Sturzphase als Bolid oder Feuerkugel

Objekte mit großer Anfangsmasse werden tief in die Erdatmosphäre eindringen (z. B. hinunter bis in 20 km Höhe). Da die Luftdichte in Richtung Erdoberfläche stark zunimmt, wird auch die Einwirkung auf das Objekt immer intensiver. Der Meteoroid wird zugleich immer kleiner und schwächer. Es kommt zu einer Situation, in der die Kräfte der Atmosphäre für das eindringende Material zu groß werden. Ein Bruch an Inhomogenitäten im Material wird wahrscheinlich und der Körper fragmentiert. Es kommt dabei in der Regel zu einem Helligkeitsausbruch. Selbst ein normaler Meteor kann in diesem Moment zu einer Feuerkugel oder zum Boliden werden.
Mit der Fragmentation vergrößert sich plötzlich die Gesamtoberfläche und damit die Ablationsrate und damit die Lichtproduktion. Dabei fließt das in der Stoßfront stark komprimierte Gas (bzw. das Plasma) nun auch zwischen den neu entstandenen Fragmenten ab, wo es sich unter Druckabnahme ausdehnt und die Fragmente, die Meteoritenstücke auseinandertreibt.
Wenn solche Fragmente den weiteren Sturzflug unverdampft überstehen, kommt es zu einem Meteoritenschauer.

### Meteoritenfall (Wahrnehmung)
Die Wahrnehmung eines Meteoritenfalls beginnt bei geeigneten Wetterbedingungen mit einer spektakulären Lichterscheinung. Tagsüber oder bei Bewölkung sieht man in der Regel nichts. Nach solch einem Feuerkugel- oder Bolidenereignis kann es kurze Zeit später zur Wahrnehmung einer Geräuscherscheinung (Überschallknall) kommen, da der Meteorit mit vielfacher Schallgeschwindigkeit durch die immer dichter werdende Atmosphäre stürzt. Je nach Beobachtungsposition zur Flugbahn und je nach deren Verlauf kann es einen kurzen Knall geben, aber es kann auch zu einer an- und wieder abschwellenden Schallintensität kommen. Je nach Abstand des Beobachters zur Flugbahn, Größe und Geschwindigkeit des Meteoriten kann der Donner rasch folgen und sehr laut sein oder erst mehrere Minuten später als dumpfes Donnergrollen am Beobachtungsort ankommen. Bei zu großem Abstand zur Flugbahn oder ungeeigneten akustischen Bedingungen (Nebengeräusche, Schallschutz) kann die Wahrnehmung des Schallereignisses ausbleiben.

## Bekannte Ereignisse
Redaktionell chronologisch gereiht.
| Name/Ort                                                                                                | Datum                   | Meteoritenfall | Magnitude                         |
| --- | ----------------------- | --- | --------------------------------- |
| Meteorit von Ensisheim, Elsass (damals Gebiet der Habsburger), Frankreich                               | 7. Nov. 1492            | Leuchtspur, lautes Donnern, mehrere Augenzeugen, Fundstück mit über 100 Kilogramm                                                                                       |                                   |
| Feuerkugel vor Neukaledonien im Südpazifik, zu Frankreich                                               | Sep. 1774               | „Feuerkugel, die an Größe und Glanz der Sonne glich, jedoch von etwas blasserm Lichte war“                                                                              |                                   |
| Pultusk (Polen)                                                                                         | 30. Jan. 1868           | Mit 68.780 gefundenen Bruchstücken größter jemals beobachteter Meteoritenschauer                                                                                        |                                   |
| Meteorit Bjurböle (Finnland)                                                                            | 12. März 1899           | Mindestens 330 Kilogramm |                                   |
| Tunguska-Ereignis – Einschlaghypothese Sibirien, Russland                                               | 30. Juni 1908           | Verlauf ungeklärt |                                   |
| Ereignis am Rio Curuçá 1930, Brasilien, grenznah zu Peru                                                | 13. Aug. 1930           | Verlauf ungeklärt |                                   |
| „Meteor von Oldenburg“ (Oldenburg), Deutschland                                                         | 10. Sep. 1930           | Oldenburg | −14 mag                           |
| Sikhote-Alin, Ostsibirien, Russland, damals Sowjetunion                                                 | 12. Feb. 1947           | Mehr als 120 Krater und über 8000 Meteoritenbruchstücke |                                   |
| Meteorit Abee, Alberta, Kanada                                                                          | 9. Juni 1952            | Größter bekannter Enstatit-Chondrit (mindestens 107 Kilogramm) |                                   |
| Meteorit Přibram, Böhmen, damals Tschechoslowakei, heute Tschechien                                     | 7. Apr. 1959            | erster mit Meteorkameras aufgefundener Meteorit |                                   |
| Meteorit Allende (Mexiko)                                                                               | 8. Feb. 1969            | Heller Feuerball, Schauer mit zahlreichen Bruchstücken |                                   |
| Feuerball vom 10. August 1972 Utah, USA bis Alberta, Kanada (Nordamerika)                               | 10. Aug. 1972           | Hat die Atmosphäre durchdrungen, ist jedoch nicht am Erdboden aufgekommen, hat tempo- und massereduziert die Erde wieder verlassen                                      |                                   |
| Peekskill-Meteor, Bundesstaat New York, USA                                                             | 9. Okt. 1992            | Peekskill | −12,8 mag                         |
| Lugo-Bolide, bei Lugo, Emilia-Romagna, Italien                                                          | 19. Jan. 1993           | | −23 mag, sehr hell                |
| Tagish-Lake-Feuerkugel, British Columbia / Yukon, Kanada                                                | 18. Jan. 2000           | Tagish Lake | −22 mag                           |
| „Meteor von Bayern“ (Neuschwanstein), Deutschland                                                       | 6. Apr. 2002            | Neuschwanstein | −17 mag                           |
| Meteor über dem Mittelmeer (2002), ?                                                                    | 6. Juni 2002            | |                                   |
| Tagesbolide von León, Spanien                                                                           | 4. Jan. 2004            | Villalbeto de la Peña | −18 mag                           |
| Carancas-Meteorit, beim Dorf Carancas, bei Desaguadero, (Peru)                                          | 15. Sep. 2007 16.45 UTC | Um 11:45 Uhr Ortszeit (UTC-5) schlug der Bolide einen Krater von fast 14 m Durchmesser, Dämpfe führten zu Übelkeit und Kopfschmerzen                                    | heller als die Sonne (−26,7 mag)  |
| 2008 TC3, vulgo Almahata Sitta (nach Bahnstation), (Sudan)                                              | 7. Okt. 2008            | Erster Asteroid der vor Eintritt in die Erdatmosphäre beobachtet wurde. Gefundene Meteorite tragen die Bezeichnung „Almahata Sitta“                                     |                                   |
| Meteorit Maribo, „Ostsee-Bolide“ detoniert über der Ostsee                                              | 17. Jan. 2009           | Ein Fragment beim Ort Maribo auf der Insel Lolland gefunden. | −19 mag                           |
| Ash Creek (Texas)                                                                                       | 15. Feb. 2009           | Videoaufzeichnung, mindestens 11 Kilogramm |                                   |
| Feuerball Sulawesi 2009, Watampone, Sulawesi, Indonesien                                                | 8. Okt. 2009 03:00 UTC  | | [ 9 ] [ 10 ] [ 11 ] [ 12 ] [ 13 ] |
| Feuermeteor vom 13. Oktober 2009, Niederlande / Deutschland, Nordseeküste                               | 13. Okt. 2009           | Bisher keine Meteoriten gefunden |                                   |
| Bolide vom 24. Juni 2011 über Moritzburg (Sachsen), Deutschland                                         | 24. Juni 2011           | unklar | sehr hell                         |
| Bolide über Mitteldeutschland, Deutschland                                                              | 17. März 2012           | Flugrichtung von Ost nach West, wahrscheinlich über Südthüringen verglüht (gesichtet aus Dresden, Berlin, Jena, Würzburg)                                               |                                   |
| Sutter’s-Mill-Bolide über Coloma, Kalifornien, Vereinigte Staaten                                       | 22. Apr. 2012           | Fragmente eines mehrere Tonnen schweren Meteoriten in Coloma (Ortsteil Lotus)                                                                                           |                                   |
| Bolide vom 21. September 2012, Nord- und Mitteleuropa, eventuell Nordamerika                            | 21. Sep. 2012           | Noch unklar |                                   |
| Meteor von Tscheljabinsk, Tscheljabinsk (Ural), Russland                                                | 15. Feb. 2013           | Leuchtspur, lautes Donnern, Explosion und Rauchschleppe, Druckwellen, Niedergang von Bruchstücken, fast 1500 Verletzte und Sachschäden                                  | −27,3 ± 0,5 mag                   |
| Bolide vom 15. März 2015, Süddeutschland – Schweiz                                                      | 15. März 2015           | Noch unklar |                                   |
| Feuerkugel über Belgien                                                                                 | 16. Juni 2018           | Noch unklar |                                   |
| Tageslichtfeuerkugel vom 12. September 2019, Schleswig-Holstein, Deutschland                            | 12. Sep. 2019           | Flensburg 24,5 g |                                   |
| Tageslichtfeuerkugel vom 6. April 2020, Deutschland / Österreich                                        | 8. Apr. 2020 13.32 UTC  | Noch unklar (Raum Nationalpark Berchtesgaden–Hallein (ursprünglich: Hallein–Mondsee–Attersee))                                                                          | Sichtungen aus: DACH, I, SLO.     |
| Saint-Pierre-le-Viger (Meteorit) vom 13. Februar 2023, Ärmelkanal und Saint-Pierre-le-Viger, Frankreich | 13. Feb. 2023           | Kurz nachdem der Asteroid 2023 CX1 entdeckt wurde und über dem Ärmelkanal hell wie der Vollmond verglühte. 12 Fragmente mit einer Gesamtmasse von etwa 1,2 kg gefunden. |                                   |